# Isidorea elliptica
Isidorea elliptica är en måreväxtart som beskrevs av Brother Alain. Isidorea elliptica ingår i släktet Isidorea och familjen måreväxter. Inga underarter finns listade i Catalogue of Life.